# 霍恩施旺高

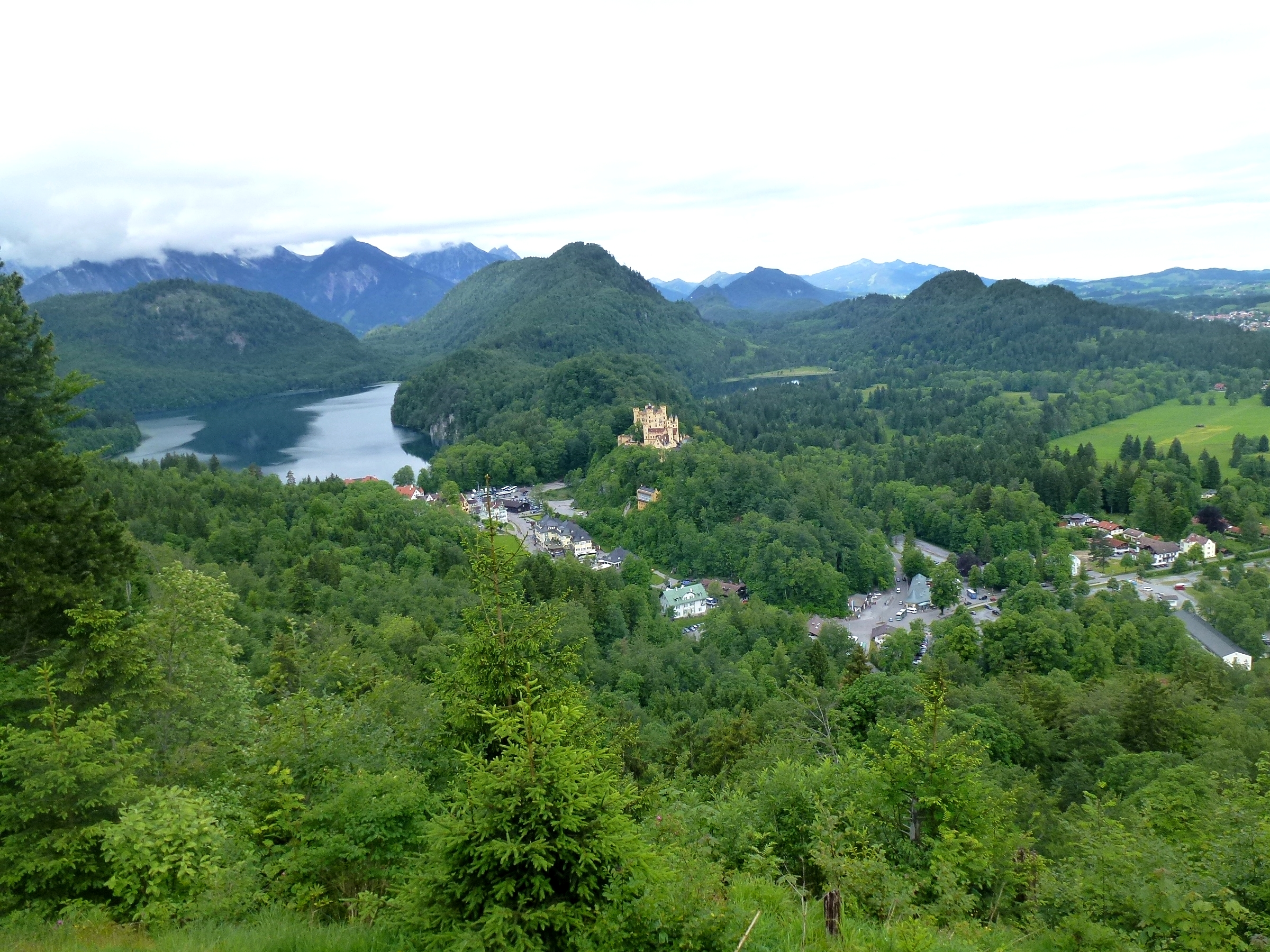
霍恩施旺高城堡与天鹅湖（右）和阿尔卑斯湖（左）

霍恩施旺高（德語：Hohenschwangau）是德国巴伐利亚州东阿尔高县隶属施旺高镇的一座村镇。
霍恩施旺高位于新天鹅堡和霍恩施旺高城堡之间，每年可吸引大约200万游客到此参观和游览这些曾经的皇家城堡。村镇设有停车场、餐厅、旅舍、酒店和纪念品店。
霍恩施旺高与南面的阿尔卑斯湖相邻。
沿市镇公路往施旺高方向可以到达另一座旅游景点布拉赫贝格堡。